# Castillo del Rey Juan (Carlingford)
El Castillo del Rey Juan, también conocido como Castillo de Carlingford, es un castillo cerrado y Monumento Nacional ubicado en Carlingford, Condado de Louth, Irlanda .

## Localización
King John's Castle está ubicado en el puerto de la ciudad de Carlingford.

## Historia
El ala oeste del castillo de Carlingford fue construida a finales del siglo XII por Hugh de Lacy, poco después de la invasión normanda de Irlanda . Adquirió el nombre de "Castillo del Rey Juan" después de que el Rey Juan, Señor de Irlanda, supuestamente permaneció allí durante tres días en 1210, durante su segunda expedición, cuando invadió el Úlster para capturar a Hugh de Lacy, primer conde de Úlster. El mito local afirma que comenzó a redactar la Carta Magna (acordada en 1215) en Carlingford. Otras cuentas asocian su construcción con Ralph Pepper en 1204.
El ala este del castillo se añadió c. 1261. En 1326 el castillo fue entregado a Geoffrey le Blound. Edmond Loundres fue alguacil en 1388, Stephen Gernon en 1400. Henry MacShane O'Neill intentó tomar el castillo en 1596. 
Durante las guerras confederadas irlandesas, el castillo estuvo en manos de la Confederación Católica Irlandesa ; luego fue tomado por Sir Henry Tichborne, 3.er Baronet (Parlamentario) en 1642, luego por Murrough O'Brien, 1.er Conde de Inchiquin en 1649 y Charles Coote, 1.er Conde de Mountrath en 1650. 
Durante la guerra de Williamite, los jacobitas le dispararon en 1689 y Federico de Schomberg, primer duque de Schomberg, lo utilizó como hospital de Williamite antes de la batalla del Boyne .

## Descripción

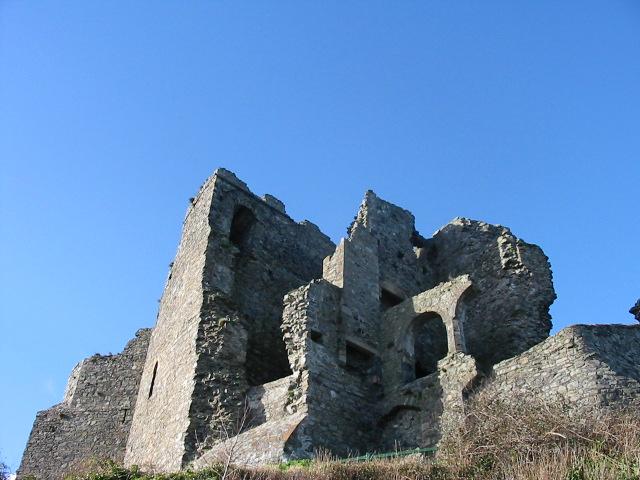
Vista de paredes con ventana arqueada

King John's Castle es un castillo de recinto en forma de D con paredes 3,4 m (3,7 yd) de espesor. El muro cortina en el ala oeste tenía una puerta de entrada y una torre flanqueante cuadrada. El muro cortina también contiene profundas troneras con estrechas saeteras.

Una gran sala rectangular se encuentra en el ala este: esta sala tenía dos pisos principales sobre un sótano.